# Albert George Wilson
Albert George Wilson (Houston (Texas), 28 de julio de 1918 – Sebastopol (California), 27 de agosto de 2012) fue un astrónomo estadounidense.
Doctorado en matemáticas en Caltech en el año 1947 con la tesis titulada Axially Symmetric Thermal Stresses in a Semi-Infinite Solid.
En 1949, aceptó un trabajo en el Observatorio Palomar llevando el proyecto de búsqueda Palomar Sky Survey. En el año 1953 lo nombraron asesor de dirección del Observatorio Lowell, desempeñando después el puesto de director entre los años 1954 y 1957. Años más tarde trabajó para la Corporación RAND y otras empresas del sector privado. En el año 1962 fue uno de los fundadores editores de la revista astronómica Ícarus. En el año 1966 aceptó el puesto de director asociado de McDonnell-Douglas Advanced Research Laboratories, en el que estuvo hasta el año 1972. También trabajó como profesor adjunto el la Universidad del Sur de California, impartiendo clases de filosofía y ciencia hasta que se jubiló. Tras jubilarse trabajó con el Institute for Man and Science y el Institute of the Future, dando conferencias y haciendo de consultor para ambos organismos.

## Sus descubrimientos
En el campo de la astronomía descubrió 5 asteroides. Codescubrió el asteroide (4015) Wilson-Harrington junto al también astrónomo Robert George Harrington.
| (1620) Geographos   | 14 de septiembre de 1951 |
| (1915) Quetzálcoatl | 9 de marzo de 1953       |
| (1980) Tezcatlipoca | 19 de junio de 1950      |
| (10000) Myriostos   | 30 de septiembre de 1951 |
| (118162) 1951 SX    | 29 de septiembre de 1951 |
| 1. 2.               |                          |